# 数据结构术语列表
这是一个数据结构的列表。更详细的内容请参考数据结构与算法列表。

## 資料型別

### 
- 布林：只有「真」和「假」兩種值的類型。
- ：代表一個字型，可以是一個英文字母或是一個中文字。
- 整數：可以表現有限範圍的整數。
- 浮點數：可以表示有限位數的有理數，常用來近似實數值。
- 双精度浮点数：相對於浮点数，双精度浮点数有兩倍的精度。
- 枚举：一个命名不重复的值的集合。

- 陣列
- 結構
- 字符串
- 联合体
- 標籤聯合
- 參照

### 抽象数据类型
- 容器
- 集合
- 關聯數組
- 串列
- 佇列
- 優先佇列
- 雙端隊列
- 堆栈
- 线性表
- 字串
- 树状图
- 图
- 广义表
- 多重關連數組(multimap)
- multiset(bag)

## 線性資料結構

### 
- 位数组
- 位段
- 環形緩衝區
- 控制表
- 查找表
- 矩阵
- 稀疏矩阵
- 可变长数组
- Bitboard（英语：Bitboard）
- 位图
- System image（英语：System image）
- Dope vector（英语：Dope vector）
- Dynamic array（英语：Dynamic array）
- Gap buffer（英语：Gap buffer）
- Hashed array tree（英语：Hashed array tree）
- Heightmap（英语：Heightmap）
- 平行数组
- Sorted array（英语：Sorted array）
- Iliffe vector（英语：Iliffe vector）

### 列表
- 数组列表
- 链表
- 双向链表
- Self-organizing list（英语：Self-organizing list）
- 跳跃列表
- Unrolled linked list（英语：Unrolled linked list）
- VList
- 异或链表
- Zipper（英语：Zipper (data structure)）
- Doubly connected edge list（英语：Doubly connected edge list）
- Difference list（英语：Difference list）
- 自由表
- Conc-tree list（英语：Conc-tree list）

## 樹

### 二元樹
- AA树
- AVL樹
- 二元搜尋樹
- 二元樹
- 笛卡爾樹
- 紅黑樹
- 替罪羊樹
- 平衡樹
- 伸展樹
- 線索二元樹
- 樹堆
- 加权平衡树
- 節點大小平衡樹
- Left-child right-sibling binary tree（英语：Left-child right-sibling binary tree）
- 顺序统计树
- Pagoda
- Randomized binary search tree（英语：Randomized binary search tree）
- 繩
- 平衡树
- T-tree（英语：T-tree）
- Tango tree（英语：Tango tree）
- Top tree（英语：Top tree）
- WAVL tree（英语：WAVL tree）

### B树
- B树
- B+树
- B*树
- 2-3树
- 2-3-4树
- B sharp tree（英语：B sharp tree）
- Dancing tree（英语：Dancing tree）
- Queap（英语：Queap）
- Fusion tree（英语：Fusion tree）
- Bx-tree（英语：Bx-tree）
- AList（英语：AList）

### 堆積
- 堆積
- 二叉堆
- 二项堆
- 斐波那契堆
- Weak heap（英语：Weak heap）
- AF-heap（英语：AF-heap）
- Leonardo Heap（英语：Leonardo Heap）
- 2-3 heap（英语：2-3 heap）
- Soft heap（英语：Soft heap）
- 配对堆
- Leftist heap（英语：Leftist heap）
- Treap
- Beap（英语：Beap）
- 斜堆
- Ternary heap（英语：Ternary heap）
- D-ary heap（英语：D-ary heap）
- Brodal队列

### Trie
- 前缀树
- 基数树
- 后缀树
- 后缀数组
- Compressed suffix array（英语：Compressed suffix array）
- FM-index（英语：FM-index）
- Generalised suffix tree（英语：Generalised suffix tree）
- B-trie（英语：B-trie）
- Judy array
- X-fast trie（英语：X-fast trie）
- Y-fast trie（英语：Y-fast trie）
- 哈希树
- Ctrie（英语：Ctrie）

### 多叉树
- Ternary tree（英语：Ternary tree）
- K-ary tree（英语：K-ary tree）
- And–or tree（英语：And–or tree）
- (a,b)-tree（英语：(a,b)-tree）
- Link/cut tree（英语：Link/cut tree）
- SPQR-tree（英语：SPQR-tree）
- Spaghetti stack（英语：Spaghetti stack）
- 并查集
- Fusion tree（英语：Fusion tree）
- Enfilade（英语：Enfilade）
- Exponential tree（英语：Exponential tree）
- Fenwick tree
- van Emde Boas樹
- Rose tree（英语：Rose tree）
- 四叉树

### 空间分割树
- 線段樹
- Interval tree（英语：Interval tree）
- Range tree（英语：Range tree）
- Bin（英语：Bin）
- K-d树
- Implicit k-d tree（英语：Implicit k-d tree）
- Min/max k-d tree（英语：Min/max k-d tree）
- Relaxed k-d tree（英语：Relaxed k-d tree）
- Adaptive k-d tree（英语：Adaptive k-d tree）
- 四叉树
- 八叉树
- Linear octree（英语：Linear octree）
- Z-order（英语：Z-order）
- UB-tree（英语：UB-tree）
- R树
- R+树
- R*树
- Hilbert R-tree（英语：Hilbert R-tree）
- X-tree（英语：X-tree）
- Metric tree（英语：Metric tree）
- Cover tree（英语：Cover tree）
- M-tree（英语：M-tree）
- VP-tree（英语：VP-tree）
- BK-tree（英语：BK-tree）
- Bounding interval hierarchy（英语：Bounding interval hierarchy）
- Bounding volume hierarchy（英语：Bounding volume hierarchy）
- BSP tree（英语：BSP tree）
- Rapidly exploring random tree（英语：Rapidly exploring random tree）

### 应用相关树
- 抽象語法樹
- 分析树
- Decision tree
- Alternating decision tree（英语：Alternating decision tree）
- Minimax tree（英语：Minimax tree）
- Expectiminimax tree（英语：Expectiminimax tree）
- Finger tree（英语：Finger tree）
- Expression tree（英语：Expression tree）
- Log-structured merge-tree（英语：Log-structured merge-tree）
- Lexicographic Search Tree（英语：Lexicographic Search Tree）

## 雜湊表
- Bloom filter
- Count-Min sketch（英语：Count-Min sketch）
- 分散式雜湊表
- 双散列
- Dynamic perfect hash table（英语：Dynamic perfect hash table）
- Hash array mapped trie（英语：Hash array mapped trie）
- Hash list（英语：Hash list）
- Hash table
- Hash tree（英语：Hash tree）
- Hash trie（英语：Hash trie）
- Koorde（英语：Koorde）
- Prefix hash tree（英语：Prefix hash tree）
- 旋转哈希
- 最小哈希
- Quotient filter（英语：Quotient filter）
- Ctrie（英语：Ctrie）

## 图
- 图
- 邻接表
- 邻接矩阵
- Graph-structured stack（英语：Graph-structured stack）
- 场景图
- 二元决策图
- Zero-suppressed decision diagram（英语：Zero-suppressed decision diagram）
- And-inverter graph（英语：And-inverter graph）
- 有向图
- 有向无环图
- Propositional directed acyclic graph（英语：Propositional directed acyclic graph）
- 伪图
- 超图

## 其他
- Lightmap
- 翼边
- Quad-edge（英语：Quad-edge）
- 路由表
- 符号表